# Mì sợi Trung Quốc
Mì sợi là một thành phần thiết yếu và chủ yếu trong ẩm thực Trung Quốc. Mì Trung Quốc rất khác nhau tùy theo khu vực sản xuất, thành phần, tạo sợi, cách chế biến... Chúng là một phần quan trọng của hầu hết các món ăn trong khu vực tại Trung Quốc cũng như ở Singapore và các quốc gia Đông Nam Á khác có dân số Trung Quốc. 
Mì Trung Quốc cũng đã vào các món ăn của các nước láng giềng Đông Á như Hàn Quốc (jajangmyeon) và Nhật Bản (ramen), cũng như các nước Đông Nam Á như Việt Nam (hủ tiếu và mì xào là những ví dụ về các món ăn Việt Nam có Nguồn gốc Trung Quốc), Philippines, Thái Lan và Campuchia.

## Tên gọi
Danh pháp của mì Trung Quốc có thể khó khăn do phổ rộng có sẵn ở Trung Quốc và nhiều phương ngữ của Trung Quốc được sử dụng để đặt tên cho chúng. Trong tiếng Trung, miàn (giản thể: 面; phồn thể: 麵; thường được phiên âm là "mien" hoặc "mein") dùng để chỉ mì làm từ lúa mì, trong khi fěn (粉) hoặc "vui vẻ" là mì làm từ bột gạo, tinh bột đậu xanh, hoặc thực sự là bất kỳ loại tinh bột. Mỗi loại mì có thể được hiển thị bằng bính âm cho tiếng phổ thông, nhưng ở Hồng Kông và vùng lân cận Quảng Đông, nó sẽ được biết đến bằng cách phát âm tiếng Quảng Đông ("min"). Đài Loan, Malaysia, Singapore và nhiều cộng đồng người Hoa ở nước ngoài khác ở Đông Nam Á có thể sử dụng Phúc Kiến (Min Nan) thay thế ("mee").

## Lịch sử
Bản ghi chép sớm nhất về mì là từ một cuốn sách có niên đại từ thời nhà Hán (206 TCN - 220 SCN). Mì, thường được làm từ bột mì, trở thành một loại lương thực nổi bật trong triều đại nhà Hán. Trong triều đại nhà Tống (960-1279) rất phổ biến ở các thành phố, và vẫn mở cửa suốt đêm. Trong thời kỳ trước triều đại, mì lúa mì Trung Quốc được gọi là "bánh canh" (湯餅), như được giải thích bởi học giả triều đại nhà Tống Hoàng Triều Anh (黃朝英) trong tác phẩm "Một cuộc thảo luận thú vị về các chủ đề học thuật khác nhau" (tiếng Trung: 靖康緗素雜記; bính âm: jìngkāngxiāngsùzájì, quyền 2) rằng trong thời cổ đại, các loại thực phẩm có vị trí như mì ống được gọi chung là "bing" (bánh) và phân biệt thông qua các phương pháp nấu ăn của họ.